# أبارق (حومة بم)
أبارق (بالفارسية: ابارق) هي قرية تقع في إيران في منطقة مركزية ريفية. يقدر عدد سكانها بـ 1,896 نسمة .